# Erebia ignotoides
Erebia ignotoides är en fjärilsart som beskrevs av B.C.S Warren 1937. Erebia ignotoides ingår i släktet Erebia och familjen praktfjärilar. Inga underarter finns listade i Catalogue of Life.